# Хигс бозон
Хигс бозонът е масивна скаларна елементарна частица. Съществуването ѝ е доказано и потвърдено от Европейската организация за ядрени изследвания – ЦЕРН на 14 март 2013 г.  Теоретично е предсказана от Питър Хигс, и независимо от Франсоа Англер, в рамките на т.нар. Стандартен модел (основен модел във физиката на елементарните частици). След експерименталното ѝ регистриране Хигс и Англер получават Нобелова награда за физика.

## Теоретични свойства
През 1964 г. Питър Хигс и негови колеги предлагат хипотезата, че навсякъде в пространството съществува едно поле (поле на Хигс) и всички елементарни частици освен фотоните и глуоните взаимодействат с него. В резултат на механизма на Хигс частиците получават маса. Ако тази хипотеза е вярна, трябва да съществува и елементарна частица, която да е свързана с това хигсово поле, но не е самото поле. Тя е частица, която се ражда, живее известно време и се разпада.
С откриването на Хигс бозона се изяснява, как по принцип частици без маса (с нулева маса в покой) успяват да създадат маса в материята. По-специално, предложеният механизъм на Хигс обяснява разликата между нулевата маса в покой на фотона и сравнително масивните W и Z бозони. Масите на елементарните частици, както и различията между електромагнетизма (с носител фотона) и слабото ядрено взаимодействие (с носители W и Z бозоните), са от критично значение за структурата на микроскопичната (а оттам и на макроскопичната) материя. Хигс бозонът е неделима и вездесъща част от материалния свят.
Според Стандартния модел Хигс бозонът има голяма маса – 130 пъти по-голяма от масата на протона. За да се наблюдава експериментално, е необходимо да се сблъскат протони с висока енергия и в резултат на сблъсъка им се случва да се роди Хигс бозон, макар и много рядко, един път на 10 милиарда сблъсъка. Самото регистриране на частицата е свързано с големи трудности: от една страна наличието на огромен фон (от други продукти на сблъсъка) и от него трябва да се изолира именно тази частица. От друга страна, тази частица живее много кратко – от порядъка на 10-23 части от секундата. Експерименталното наблюдаване на Хигс бозона става, като се регистрира не самата частица, а нейните продукти на разпад – например разпадът на Хигс бозона на два фотона, или на четири електрона, или на 4 мюона, които са или стабилни, или имат по-дълго време на живот.  До декември 2013 г. са наблюдавани четири различни модела на разпад – на два фотона, на два W бозона, на два Z бозона и на два тау-лептона.
По тези причини експериментите по търсенето на Хигс бозона се провеждат в ускорители на елементарни частици като Големият адронен ускорител в Европейския център за ядрени изследвания (ЦЕРН) край Женева и Фермилаб.

## Откриване
На 4 юли 2012 г. от ЦЕРН съобщават, че при експериментите ATLAS и CMS е наблюдавана експериментално частица с маса около 126 GeV (гигаелектронволта), т.е. с характеристиките на Хигс бозон, както са предсказани от стандартния модел, но е необходима още работа, за да се докаже, че това е именно търсената частица.
На 14 март 2013 г. ЦЕРН потвърждава, че откритата частица наистина е Хигс бозон, а
на 8 октомври 2013 г. Нобеловата награда за физика за това откритие е присъдена на Питър Хигс заедно с Франсоа Англер.